# Observatori observați (Star Trek: Generația următoare)
Who Watches the Watchers este cel de-al patrulea episod al celui de-al treilea sezon al serialului științifico-fantastic „Star Trek: Generația următoare”, cel de-al 52-lea episod, difuzat pentru prima dată pe 16 octombrie 1989.

## Povestea
Nava stelară Enterprise a Federației, sub comanda căpitanul Picard (Patrick Stewart), sosește pe planeta Mintaka III pentru a reaprovizona și a repara un avanpost al Federației care este folosit pentru a monitoriza poporul Mintakan, o rasă proto-vulcaniană, aflată la nivel cultural apropiat epocii bronzului. În timp ce Enterprise ajută avanpostul, un accident provoacă dispariția stâncii holografice, expunând avanpostul lui Liko, un Mintakan. Liko încearcă să se apropie și este lovit de un șoc electric, care îl face să cadă de pe stâncă și să suporte leziuni critice. Atunci când doctorul Crusher se grăbește să ofere ajutor, își dă seama că leziunile sunt prea grave pentru a se trata acolo și îl transportă pe Enterprise pentru tratament, în ciuda faptului că acest lucru încalcă Prima Directivă. Liko devine conștient și observă tot ceea ce se întâmplă la infirmerie fiind atent la Picard care dă ordine. Dr. Crusher reușește să-l vindece pe Liko și încearcă să-i șteargă din memorie incidentul înainte ca acesta să se întoarcă pe planetă. Primul ofițer Riker sugerează că el și consilierul Troi să se deghizeze ca mintakani pentru a-l căuta Palmer, un membru dispărut al echipei antropologice și pentru a-l monitoriza pe Liko, pentru a se asigura că memoria i-a fost ștearsă. Ei descoperă îngrijorați că ștergerea memoriei nu a reușit, astfel că Liko își amintește o imagine a "Picardului" convingând alți mintakani că Picardul trebuie să fie zeul lor.
Troi și Riker încearcă să risipească mitul Picardului, care câștigă teren atunci când un grup de vânătoare, se întoarce cu Palmer capturat. În timp ce Troi provoacă o diversiune, spunând clanului că o altă persoană asemănătoare cu Palmer se îndreaptă spre peșteri, Riker leagă un bărbat în vârstă care a fost lăsat să îl supravegheze pe Palmer, iar Riker și Palmer fug și ajung pe Enterprise. Din păcate, Troi este capturată și ținut captivă pentru ajutorul acordat celor evadați, astfel că lui Picard nu îi mai rămâne decât să se implice pentru a rectifica situația fără a încălca în continuare prima directivă. El o transportă pe Nuria, liderul satului în care se află Troi, pe Enterprise și încearcă să-i arate că el și restul echipajului sunt muritori, fiind martori chiar și la moartea unui membru al echipajului aflat la infirmerie. Picard se întoarce cu Nuria la suprafață, în mijlocul unei furtuni, pe care Liko o ia ca semn al furiei lui Picard. Nuria încearcă să raționalizeze cu Liko, dar Liko cere o dovadă a mortalității lui Picard și țintește o săgeată către Picard. Picard insistă că, dacă aceasta este singura dovadă pe care Liko o va accepta, atunci Liko ar trebui să tragă. Liko o face, dar fiica lui îl împinge și săgeata doar îl rănește pe Picard. Nuria îi arată lui Liko sângele lui Picard, iar Liko și ceilalți acceptă că Picard nu este un zeu. Picard și Troi se întorc pe Enterprise, iar după ce este tratat, Picard se întoarce la suprafață pentru ultima oară și explică mintakanilor că vor elimina avanpostul și le vor permite să se dezvolte singuri. Înainte de plecarea lui Picard, Nuria îi dă lui Picard în dar o tapițerie mintakană.

## Vezi și
- 1989 în științifico-fantastic